# 巴仑台镇
巴仑台镇，是中华人民共和国新疆维吾尔自治区巴音郭楞蒙古自治州和静县下辖的一个乡镇级行政单位。

## 行政区划
巴仑台镇下辖以下地区：
第一社区、南桥社区、北桥社区、乌市牧场村、呼斯台村、巴仑台村、乌拉斯台村、包格旦郭勒村、夏尔才开村和古仁郭勒村。

## 交通
- 216国道、 218国道过境。

## 全國重點文物保護單位
- 巴仑台黄庙